# Strobilanthes candida
Strobilanthes candida är en akantusväxtart som beskrevs av John Richard Ironside Wood. Strobilanthes candida ingår i släktet Strobilanthes och familjen akantusväxter. Inga underarter finns listade i Catalogue of Life.